# Antoni Trenchev
Antoni Trenchev (Munique, 15 de março de 1987) é um ex-membro da Assembleia Nacional da República da Bulgária e um empresário de criptomoedas. É também cofundador da Nexo.

## Vida pregressa
Antoni Antoniev Trenchev nasceu em 15 de março de 1987, em Munique.

## Carreira política
Trenchev foi eleito para a Assembleia Nacional da República da Bulgária em 2014, servindo até 2017, onde se associou com o partido Bloco Reformista. Seu trabalho em comitês incluiu a participação no Comitê de Assuntos Europeus e Supervisão do Comitê de Fundos Europeus, no Comitê de Supervisão do Comitê de Regulamentação de Energia e Água e em vários comitês especiais. Ele também foi chefe adjunto da Delegação à Assembleia Parlamentar do Conselho da Europa. No Conselho da Europa, ele serviu no Comitê de Assuntos Sociais, Saúde e Desenvolvimento Sustentável em 2015, no Subcomitê de Relações com a OCDE e o BERD de 2015 a 2016, no Comitê de Assuntos Políticos e Democracia de 2015 a 2017 e em uma alternativa no Comitê de Assuntos Sociais, Saúde e Desenvolvimento Sustentável durante o mesmo período.

## Carreira corporativa
Trenchev é o sócio-administrador do emprestador de criptomoedas Nexo Capital Inc. Ele também é um defensor das notícias do setor e comentarista de televisão em canais a cabo, incluindo CNBC e Bloomberg.